# Sakio Bika
Sakio Bika Mbah (ur. 18 kwietnia 1979) – kameruński bokser, były mistrz świata WBC w kategorii superśredniej.

## Kariera amatorska
Jako amator był członkiem kadry Kamerunu na igrzyska olimpijskie w Sydney. Nie odniósł tam sukcesu − odpadł z turnieju wagi lekkośredniej (71 kg) w pierwszej rundzie. Po igrzyskach pozostał w Australii.

## Kariera zawodowa
Wśród zawodowców zadebiutował 15 grudnia 2000 roku w Sydney, pokonując przez dyskwalifikację w czwartej rundzie ukraińskiego pięściarza Iwana Wakuluka. Swoją pierwszą porażkę poniósł 15 października 2002 w swojej jedenastej walce z Samem Solimanem, a stawką pojedynku był pas IBF Pan Pacific wagi średniej. 13 maja 2006 dostał szansę walki z Markusem Beyerem o będący w posiadaniu Niemca pas WBC wagi superśredniej. Po przypadkowym zderzeniu głowami Beyer nie był w stanie kontynuować pojedynku, przez co zgodnie z ówczesnymi zasadami WBC walka zakończyła się technicznym remisem, pomimo że do momentu jej przerwania Bika prowadził na punkty u wszystkich sędziów.
14 października 2006 Kameruńczyk ponownie stanął przed szansą wywalczenia mistrzostwa świata − tym razem federacji IBF oraz WBO, będącego w posiadaniu ówczesnego niekwestionowanego mistrza wagi superśredniej, Joe Calzaghe. Przegrał z nim jednogłośnie na punkty. 15 czerwca przegrał  również z Lucianem Bute w pojedynku o tytuł oficjalnego pretendenta dla mistrza IBF wagi superśredniej. 13 listopada pokonał przez techniczny nokaut w trzeciej rundzie Petera Manfredo Jr., zdobywając pas mistrza mało znaczącej federacji IBO. 31 lipca 2010 ponownie stanął przed szansą wywalczenia statusu oficjalnego pretendenta federacji IBF, a jego przeciwnikiem był Jean-Paul Mendy. Pojedynek zakończył się dyskwalifikacją Bakii za uderzenie klęczącego rywala.
27 listopada 2010 walczył z Andre Wardem, który chciał stoczyć pojedynek po wycofaniu się Andre Dirrella z turnieju Super Six. Stawką walki był należący do Amerykanina pas WBA. Znany z doskonałej techniki i defensywy Ward wygrał wysoko na punkty.
4 kwietnia 2015 na gali w Pepsi Coliseum w Quebec City w pojedynku o pas WBC wagi półciężkiej, przegrał jednogłośnie na punkty 111:115, 110:116 i 110:115 z Kanadyjczykiem Adonisem Stevensonem (26-1, 21 KO)